# Пуебла-де-Вальєс
Пуебла-де-Вальєс (ісп. Puebla de Valles) — муніципалітет в Іспанії, у складі автономної спільноти Кастилія-Ла-Манча, у провінції Гвадалахара. Населення — 85 осіб (2010).
Муніципалітет розташований на відстані близько 65 км на північний схід від Мадрида, 34 км на північ від Гвадалахари.

## Демографія
Динаміка населення (INE ):